# Al·leghanyita
L'al·leghanyita és un mineral de la classe dels silicats, que pertany al grup de la manganhumita. Va ser anomenat l'any 1932 per Clarence S. Ross i Paul F. Kerr per la seva localitat tipus, que es troba al Comtat d'Alleghany, a Carolina del Nord, EUA. L'al·leghanyita és isoestructural amb diversos minerals, entre els quals: la chegemita, la chondrodita, l'edgrewita, la humita, l'hidroxilchondrodita, l'hidroxilclinohumita, la jerrygibbsita, la kumtyubeita, la leucophoenicita, la manganhumita, la norbergita, la reinhardbraunsita, la ribbeite i la sonolita.

## Característiques

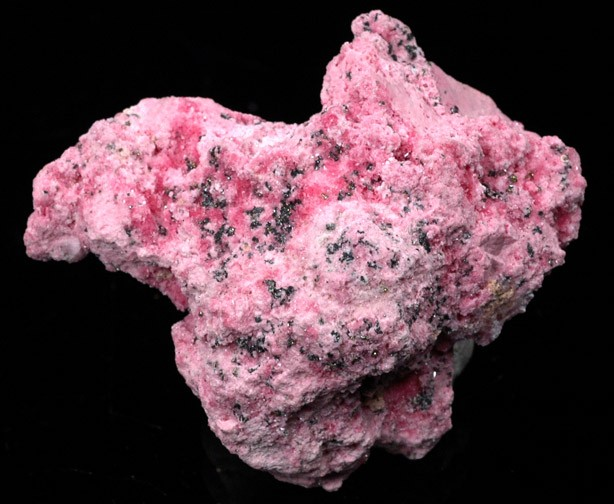
Alleghanyita de color rosa.

L'al·leghanyita és un silicat de fórmula química Mn2+
5(SiO₄)₂(OH)₂. Cristal·litza en el sistema monoclínic. La seva duresa a l'escala de Mohs és 5,5. L'al·leghanyita se sol trobar en hàbit granular, tot formant cristalls anèdrics a subèdrics en matriu; també es troba en hàbit massiu o lamel·lar. A vegades s'observa l'exfoliació. Presenta una coloració marronosa amb tonalitats vermelles o roses. La seva ratlla és de color rosa clar.

## Formació i jaciments
Se sol trobar en fractures formant masses de gra fi de color rosa, vermell o marró. Sovint en vetes associades a pegmatites, tot tallant franklinita. La seva localitat es troba a Carolina del Nord, en un dipòsit estratiforme metamorfitzat de Zn-Mn.